# The Water Diviner
The Water Diviner, estrenada en Turquía como Son Umut (La última esperanza), en España como El maestro del agua y en Hispanoamérica como Promesa de vida, es una película dirigida por Russell Crowe y escrita por Andrew Anastasios y Andrew Knight. Los protagonistas de la película son Crowe, Olga Kurylenko, Jai Courtney, Cem Yılmaz y Yılmaz Erdoğan. La première fue el 2 de diciembre de 2014 en Sídney, Australia.

## Elenco
- Russell Crowe como Joshua Connor.[3]
- Olga Kurylenko como Ayshe.[4]
- Jai Courtney como Cecil Hilton.
- Jacqueline McKenzie como Eliza Connor.
- Yılmaz Erdoğan como Mayor Hasan.
- Cem Yılmaz como Sargento Cemal.
- Daniel Wyllie como Capitán Charles Brindley.
- Damon Herriman como Padre McIntyre.
- Mert Fırat como oficial militar.
- Ryan Corr como Arthur Connor.
- Megan Gale como Fatma.
- Dylan Georgiades como Orhan.
- Peter Waters como Q. Bob
- Deniz Akdeniz como Imam.
- Steve Bastoni como Ömer.
- Michael Dorman como Greeves.
- James Fraser como Edward Connor.
- Ben O'Toole como Henry Connor.

## Producción
El 18 de junio de 2013, se anunció que Crowe había firmado para hacer su debut como director en la película The Water Diviner de un guion escrito por Andrew Knight y Andrew Anastasios. Él también sería el protagonista. Los productores serían Troy Lum, Andrew Mason y Keith Rodger y se filmaría en Australia y Turquía. El 25 de marzo de 2014, se anunció que Seven West Media y Seven Group Holdings financiarían la película. El 7 de noviembre de 2014, Warner Bros. adquirió los derechos de Estados Unidos.

### Elección del elenco
Crowe interpreta a un granjero australiano llamado Connor, Olga Kurylenko fue agregada al elenco el 18 de octubre de 2013. El 24 de octubre, Jai Courtney firmó para protagonizar en Unbroken y The Water Diviner. Luego, Cem Yılmaz y Yılmaz Erdoğan fueron agregados al elenco junto con Ryan Corr, Daniel Wyllie, Damon Herriman, Deniz Akdeniz, Steve Bastoni y Jacqueline McKenzie.

### Rodaje
El rodaje comenzó el 2 de diciembre de 2013 en Australia.

## Estreno
La película se estrenó en Australia, Nueva Zelanda y Turquía el 26 de diciembre de 2014. En los Estados Unidos fue estrenada por Warner Bros. el 24 de abril de 2015.

## Argumento
La historia se sitúa en 1919, después de la Primera Guerra Mundial. El protagonista es Joshua Connor (Russell Crowe), agricultor y zahorí australiano. Sus tres hijos, Arthur (Ryan Corr), Edward (James Fraser) y Henry (Ben O'Toole) participaron con el Ejército de Australia y Nueva Zelanda (ANZAC), en la batalla de Gallipoli cuatro años antes y se supone que están muertos. Después de que su esposa Eliza se suicidase por el dolor, Joshua resuelve traer los cuerpos de sus hijos a casa y enterrarlos con su madre.

## Recepción
La película recibió un 60% de críticas positivas en Rotten Tomatoes.